# Роман (Тамберг)
Архидиакон Роман (в миру Алексей Генрихович Тамберг; 29 июля 1961, Москва — 4 мая 1998, Рязанская область) — архидиакон Русской православной церкви, музыкант, поэт.

## Биография
Родился 29 июля 1961 год. Учился в Воронежском государственном институте искусств и предполагал работать в театральной сфере.
Отслужив в армии, в 1983 году Алексей Тамберг поступил в Московскую духовную семинарию, затем — годы учения в Академии.
16 июня 1987 года принял монашеский постриг с именем Роман, в честь преподобного Романа Сладкопевца. 5 июля того же года был рукоположён в сан иеродиакона.
В 1990 году окончил Московскую духовную академию с учёной степенью кандидата богословия.
По окончании Московской Духовной академии был назначен помощником заведующего иконописной школой при Академии, затем — начальником организованного им архитектурно-художественного отдела Троице-Сергиевой Лавры.
В 1992 году переведён в Свято-Данилов монастырь и назначен экономом обители.
30 августа 1993 года посвящён в сан архидиакона.
4 мая 1998 года погиб в автомобильной катастрофе вместе со священником Алексием Грачёвым, ехавшим с ним в одной машине.
Похоронен в Сергиевом Посаде на старом Городском кладбище (деревня Благовещенье).

## Творчество
Отец Роман продолжал и творчески развивал традиции духовного пения, издревле существовавшего на Руси, и ныне возрождаемого. Большинству россиян известна именно эта сторона его творчества. Он не только сам сочинял и пел современные духовные песни, но также, одним из первых стал исполнять старинные канты и былины. Понятное современникам прочтение этих произведений определило их популярность. Следует также отметить «открытие» о. Романом забытых или малоизвестных духовных поэтов XX века (А. Солодовникова и др.). С его участием был снят документальный фильм «Старинные и современные духовные канты».
Другой гранью творчества о. Романа была иконопись. Он писал иконы, участвовал в росписи академического храма в 1996—1998 годах. Изучал иконопись и теоретически, преподавал эту дисциплину в Академии. Его кандидатская диссертация была посвящена русскому богословию иконы. Позже им была подготовлена к изданию и издана книга «Послание иконописцу» преподобного Иосифа Волоцкого. При отце Романе в Даниловом монастыре был расписан древний храм Святых отцов семи Вселенских Соборов. Он сам подбирал художников, участвовал в разработке проекта росписей, лично следил за ходом работы. Его тщанием на стене больничного корпуса, обращенной к монастырской площади, были помещены мозаичные иконы преподобного Сергия Радонежского, святых благоверных князей Даниила Московского и Александра Невского. В сентябре 1997 года, к 850-летию Москвы, на Серпуховской площади был установлен памятник святому благоверному князю Даниилу Московскому. Отцу Роману было поручено создание авторского коллектива, под его руководством разрабатывался проект памятника, изыскивались средства на его сооружение.

## Оценка творчества
Для отца Романа старинные канты были живым проявлением православного искусства. Отсюда их новое прочтение, созвучные нашему времени аранжировка и исполнение, которое не оставляет никого безучастным, затрагивает и ум, и сердце, заставляет внимать, радоваться, сопереживать.
Песни отца Романа помогают почувствовать, что человек не одинок на земле, что все мы едины в Боге и можем по-братски разделить тяготы нашей жизни, её печали и радости.

## Дополнительные факты
Все меньше дни и все длиннее ночи

Становятся к исходу октября.

Я сделал жизнь свою еще на день короче,

Перевернув листок календаря.

Вот-вот ноябрь с простуженных деревьев

Последний лист безжалостно сорвет.

Вот так и жизнь, как этот лист осенний,

Когда-то незаметно опадет.
В творчестве о. Романа большую роль сыграла дружба с московским священником Алексеем Грачевым. Они сблизились очень быстро, ещё в семинарии. Вместе писали, обрабатывали, аранжировали и пели песни, вместе отдыхали, вместе и погибли. В альбомах о. Романа многие песни звучат дуэтом с о. Алексеем.

## Дискография
- Русская дорога. Духовные стихи и канты (CD, 2002).
- Житейское море. Духовные стихи и канты (CD, 2002).
- Русь небесная. Духовные стихи и канты (CD, 2008).